# Britische Klasse 99
Die britische Klasse 99 besteht aus 30 sechsachsigen Zweikraftlokomotiven für den Güterverkehr Großbritanniens. Sie werden von Stadler Rail auf Basis der Eurodual-Plattform geliefert.

## Geschichte
In Großbritannien werden viele Güterzüge mit Diesellokomotiven bespannt, weil viele Bahnstrecken nicht elektrifiziert sind. Um dennoch auf den zentralen elektrifizierten Streckenabschnitten elektrisch fahren zu können, werden vermehrt Zweikraftlokomotiven beschafft. Stadler Valencia lieferte dafür die vierachsigen Klassen 88 und 93. Für schwere Güterzüge sind jedoch mehr Leistung und Zugkraft erforderlich, sodass die sechsachsige Klasse 99 entwickelt wurde.
Im April 2022 vereinbarten Beacon Rail, GB Railfreight (GBRf) und Stadler die Lieferung von 30 Lokomotiven dieser Bauart, zuzüglich Ersatzteilen und einer Option über 20 weitere Lokomotiven. Sie werden die sechsachsigen Diesellokomotiven der Klasse 66 ersetzen.
Im Oktober 2023 wurde die Fertigung im Werk Valencia aufgenommen, im September 2024 wurde die Lokomotive 99 002 auf der InnoTrans in Berlin vorgestellt. Die ersten beiden Lokomotiven wurden ein Jahr später nach Großbritannien verschifft.

## Technik
Es sind sechsachsige Zweikraftlokomotiven mit Wechselstrom-Fahrmotoren. Jeder Fahrmotor wird einzeln mit einem IGBT-Stromrichter von ABB angesteuert. Die dafür benötigte Energie wird entweder von der Fahrleitung mit 25 kV, 50 Hz Wechselstrom übernommen oder über einen Generator durch den Dieselmotor bereitgestellt. Der turbogeladene Dieselmotor des Typs QSK-50 von Cummins leistet 1790 kW. Er erfüllt die Abgasnorm Stage V und kann auch mit HVO-Kraftstoff betrieben werden. Der Generator wird von VEM Sachsenwerk zugeliefert.
Der Rahmen wurde als Monocoque aus Stahl hergestellt. Die Primärstufe der Federung wird durch Schraubenfedern, die Sekundärstufe durch Gummi-Metall-Elemente realisiert.